# Opofferingsmetaal

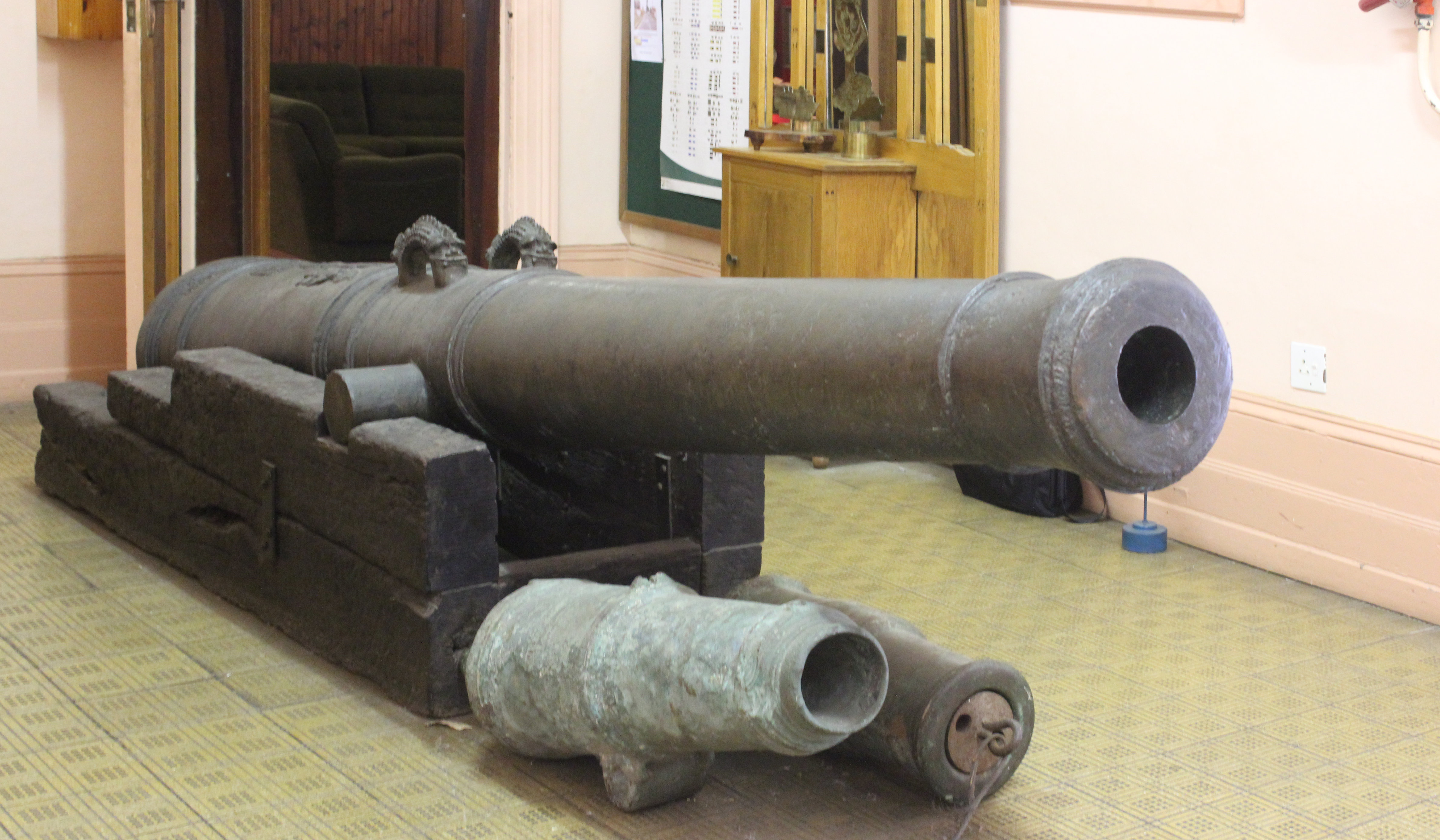
Bronzen kanon dat rustte op twee gietijzeren kanonnen na een schipbreuk in 1647 in de buurt van Port Elizabeth, Zuid-Afrika. Het gietijzeren kanon fungeerde als opofferingsanode en verhinderde corrosie van het bronzen kanon. Het kanon werd in 1977 geborgen.

Een opofferingsmetaal of opofferingsanode is een metaal dat een sterkere reductor (onedeler) is dan het metaal waarmee het contact heeft. Het principe van opofferingsmetaal is dat dit metaal oxideert in plaats van het metaal waarmee het contact heeft. 
Het principe komt overal voor waar constructies van ferro-metalen in een nat milieu corroderen. Afhankelijk van het soort metaal dat tegen corrosie moet worden beschermd, en of het een zoet- dan wel zoutwatermilieu betreft, bestaat een offerblok meestal uit een legering waarin zink, magnesium en/of aluminium voorkomen. Met name in de scheepsbouw wordt veelvuldig gebruikgemaakt van zogenaamde "offerblokken". Het offerblok zal na verloop van tijd geheel opgelost zijn en wordt vervangen.

## Uitleg met voorbeeld
Hieronder volgt de uitleg van een opofferingsmetaal aan de hand van een voorbeeld met ijzer en zink.
IJzer roest in vochtige lucht. Dit komt doordat het verschil in elektrodepotentiaal tussen de twee halfreacties groter is dan 0,30 volt, waardoor de totale redoxreactie spontaan verloopt.
{\displaystyle {\ce {O2(g) + 2 H2O(l) + 4 e- -> 4 OH- (aq)}}} (elektrodepotentiaal = +0,40 volt)
{\displaystyle {\ce {Fe^{2+}(aq) + 2e- -> Fe (s)}}} (elektrodepotentiaal = −0,44 volt)
Dit levert de totaalreactie:
{\displaystyle {\ce {O2(g) + 2 H2O(l) + 2 Fe(s) -> 2 Fe^{2+}(aq) + 4 OH- (aq)}}}
Een spontane reactie verloopt echter altijd van de hoogste elektrodepotentiaal naar de laagste. Dus als zink
{\displaystyle {\ce {Zn^{2+}(aq) + 2 e- -> Zn(s)}}} (elektrodepotentiaal = −0,76 volt)
in contact met het ijzer wordt gebracht, dan worden de elektronen die vrijkomen bij de oxidatie van zink aan het ijzer gegeven. De twee metalen moeten dus geleidend verbonden zijn om het elektronentransport mogelijk te maken. Doordat het zink nu reageert in plaats van het ijzer, wordt zink opgeofferd, vandaar de term opofferingsmetaal.

## In de praktijk
- Doordat zink als opofferingsmetaal werkt voor ijzer mogen er nooit ijzeren spijkers in een dakgoot liggen, daar de meeste dakgoten van zink zijn.
- IJzeren hekwerken worden gegalvaniseerd (een zinken laagje) om te voorkomen dat het hekwerk wegroest.
- Als kathodische bescherming worden aan schepen blokken zink of aluminium bevestigd om het roesten van het schip tegen te gaan. Om dezelfde reden worden bij boortorens om de ijzeren pilaren stukken aluminium bevestigd.